# Bom Gosto
Bom Gosto é um grupo musical brasileiro de pagode, formado em 1997 no bairro de Vila Valqueire, Zona Oeste do cidade do Rio de Janeiro, por Fábio Beça (voz e pandeiro), Flávio Regis (voz, surdo e cuíca), André Neguinho (voz e percussão), Fernando Macaé (voz e tantã) e Mug Aragão (voz e cavaquinho).

## História
No começo da década de 90, três irmãos: Flávio Régis, Fernando Macaé e Fábio Beça, animavam as festinhas no subúrbio de Jacarepaguá, mais precisamente no bairro de Vila Valqueire, Zona Oeste do Rio de Janeiro, carregando seus pandeiros e tantãs para todos os lados. A paixão pelo samba era antiga, e no começo tudo era só divertimento. Com a chegada de Mug, que trazia um cavaco e sua voz para botar uma pilha no recém-formado grupo, a coisa cresceu, tomou corpo, e o que era apenas uma brincadeira foi ficando cada vez mais sério.
O grupo começou a se apresentar em festas e eventos variados, abrindo shows para os outros artistas ou participando de rodas de samba, construindo aos poucos o seu público fiel e apaixonado. Como conta Fábio Beça, era só por diversão mesmo, porque todos nós temos o pé no chão, sabemos como é difícil viver de música no Brasil”. A onda, que ia crescendo aos poucos, abaixou em 1999, quando houve um grande refluxo no mercado do samba e do pagode.
Com uma nova formação que incluiu Thiago e André Neguinho, o Bom Gosto retomou à estrada, mas desta vez com uma nova proposta: eles mesmos bancarem os eventos onde iriam tocar. Começamos pelos subúrbios do Rio e pela Barra da Tijuca, relembra Fábio, contando ainda algumas das aventuras que viveram durante esse período: passar a noite pregando cartazes e faixas, às vezes até na porta de eventos de outros grupos. Foi um período importante, avalia, porque fez com que todos os integrantes do grupo estivessem muito ligados em todos os detalhes da produção. “Era tudo gente nossa, do segurança à moça do banheiro”, completa.
Apadrinhados pelo grupo Fundo de Quintal, os integrantes do Bom Gosto perceberam que tanto tempo de estrada começava a dar frutos. Seus eventos cresceram tanto que hoje são realizados todos os domingos na quadra da Renascer de Jacarepaguá, um lugar com espaço e estrutura para a grande galera que acompanha os shows.
O primeiro CD do grupo foi gravado em 2007 ao vivo no bar Metido a Besta, na Barra da Tijuca, e contou com a participação de 400 fãs. Em pouco mais de um ano, o álbum emplacou oito músicas nas rádios, entre elas "A Amizade", "Camará", "Ninguém é Dono de Ninguém", "O Amor Chegou" e "Tanta Coisa Pra Falar". Além destas, o álbum contou com composições de mestres como Paulo César Feital e Altay Veloso, Almir Guineto e Sombrinha e Ana Carolina e Antônio Villeroy.
Em 2009, o grupo lançou o primeiro DVD intitulado Roda de Samba do Grupo Bom Gosto, gravado ao vivo na Fundição Progresso, na Lapa, no Rio de Janeiro, no dia 4 de Fevereiro de 2009. Com músicas do CD anterior e músicas inéditas como "Perseverança", "Curtindo a Vida", "Na Madrugada", "O Mundo dá Voltas" e "Apaga", e também contando com participações como do cantor Alexandre Pires na música "A Amizade", do cantor MV Bill nas músicas "300 Anos / O Preto em Movimento", e do grupo Fundo de Quintal na música "Ao Som do Fundo de Quintal".
O segundo DVD, "Deixa Eu Cantar Meu Samba", veio em 2011. O álbum, gravado no Centro Cultural Ação da Cidadania, mesclou canções inéditas como "A Casa Caiu", "Patricinha do Olho Azul" e "Pronto Pra Rodopiar" e grandes sucessos do grupo, além de contar com as participações de Arlindo Cruz e Jorge Aragão.
Em 2013, é lançado o terceiro DVD, intitulado "Subúrbio bom". Registrado na casa noturna Barra Music, no Rio de Janeiro, o Grupo Bom Gosto leva a alma do subúrbio carioca às outras periferias e cidades do Brasil e exterior, pois vem do subúrbio a identidade musical e origem dos integrantes. Os músicos dividem o palco com Fundo de Quintal, nas músicas "Doce Refúgio", "Parabéns Pra Você", "Oitava Cor" e "Amizade", Sandra de Sá em "Salve Geral", Xanddy, vocalista do Harmonia do Samba, em uma nova versão de "All Star", de Nando Reis, e Thiaguinho em "Na beira do Prato". 
A um mês da gravação de Subúrbio Bom, porém, o grupo sofre uma baixa: o cantor Thiago Soares anuncia sua saída do Bom Gosto para seguir carreira solo.
Em novembro de 2014, o cantor e compositor Adriano Ribeiro passa a integrar o grupo no lugar de Thiago Soares. Com o novo vocalista, o Bom Gosto lança o CD "Roda de Samba do Grupo Bom Gosto Volume 2 - Do Jeito Que o Povo Gosta". Adriano deixou o Bom Gosto em maio de 2019 para retomar a carreira solo. 

## Integrantes
- Fábio Beça - voz e pandeiro
- Flávio Regis - voz, surdo e cuíca
- André Neguinho - voz e percussão
- Fernando Macaé - voz e tantã
- Mug Aragão - voz e cavaquinho

## Discografia
| Álbuns | Álbuns                                   | Álbuns                           | Álbuns    | Álbuns            | Álbuns  |
| Ano    | Título                                   | Mídia                            | Gravadora | Número de Faixas  | Tipo    |
| ------ | ---------------------------------------- | -------------------------------- | --------- | ----------------- | ------- |
| 2024   | GuerêGuerê                               | DVD, download digital, streaming | ORB Music | -                 | Ao Vivo |
| 2022   | Bom Gosto no Cacique                     | DVD, download digital, streaming | ORB Music | -                 | Ao Vivo |
| 2021   | Influências                              | DVD, download digital, streaming | ORB Music | -                 | Ao Vivo |
| 2020   | Curtir a Vida                            | DVD, download digital, streaming | -         | -                 | Ao Vivo |
| 2015   | Roda de Samba do Grupo Bom Gosto, Vol. 2 | CD                               | Som Livre | (CD 16)           | Ao Vivo |
| 2013   | Subúrbio Bom                             | CD DVD                           | Som Livre | (CD 15) (DVD 26)  | Ao Vivo |
| 2011   | Deixa Eu Cantar Meu Samba                | CD, DVD                          | EMI       | (CD 18), (DVD 23) | Ao Vivo |
| 2009   | Roda de Samba do Grupo Bom Gosto         | CD, DVD                          | EMI       | (CD 14), (DVD 22) | Ao Vivo |
| 2007   | Grupo Bom Gosto - Ao Vivo                | -                                | -         | -                 | Ao Vivo |